# Adonisea ferricosta
Adonisea ferricosta är en fjärilsart som beskrevs av Smith 1906. Adonisea ferricosta ingår i släktet Adonisea och familjen nattflyn. Inga underarter finns listade i Catalogue of Life.